# Longganisa

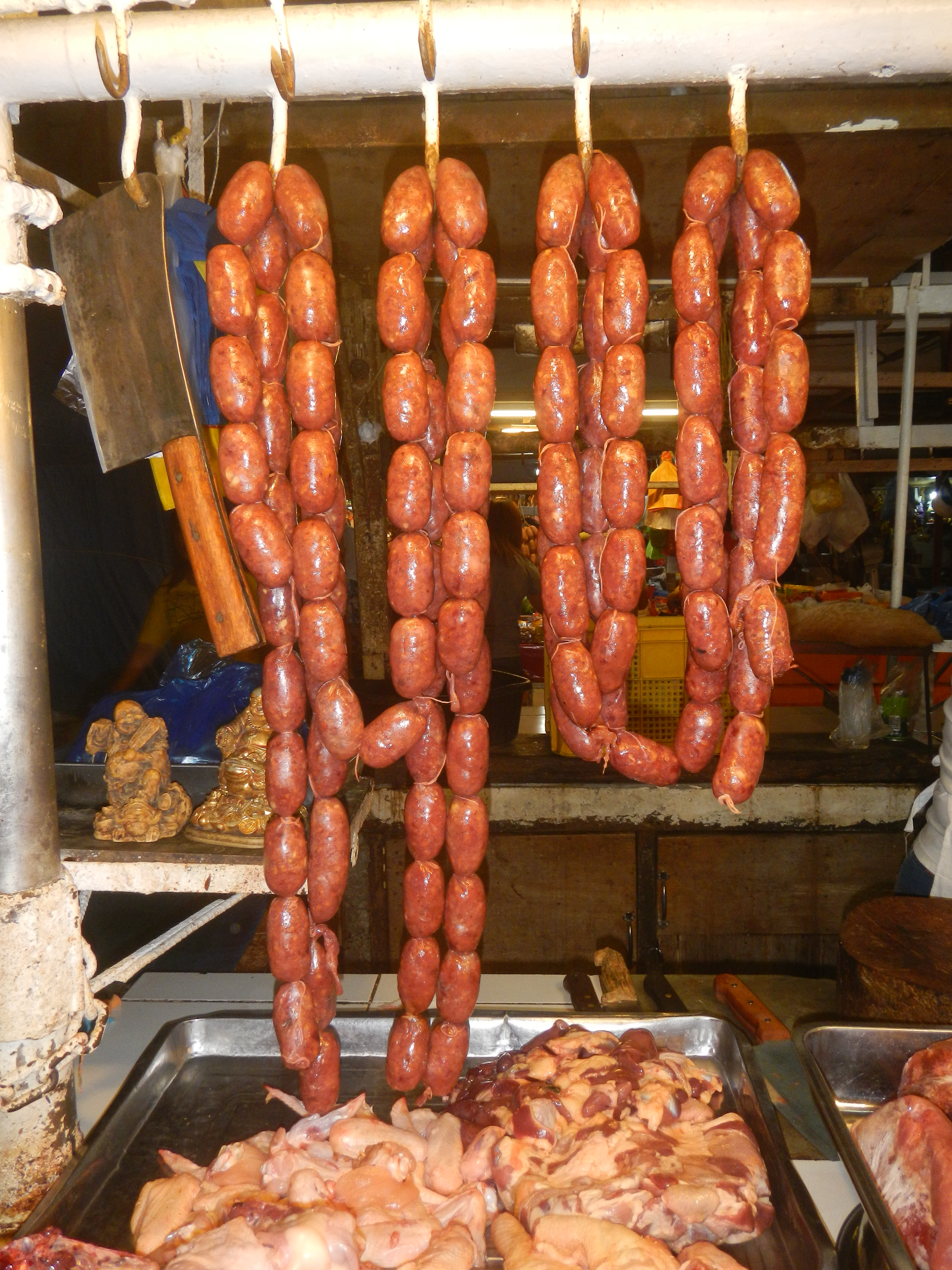
Longganisa de Pampanga

La longganisa o longaniza filipina (también llamada chorizo, choriso, tsoriso o soriso en las islas Visayas) se refiere a una vasta familia de salchichas condimentadas de la cocina filipina. Se usan especias indígenas y también se tiñen de rojo, amarillo o naranja con semillas de achuete. La longaniza fue traída en 1500 por comerciantes españoles provenientes de América, y en Filipinas acompañó a la introducción del cerdo. En la actualidad, la gama de longganisas se ha diversificado enormente, algunas bastante alejadas de la original hispana. Es, además, un típico desayuno.
Longganisa son generalmente salchichas frescas o ahumadas, típicamente hechas con diferentes proporciones de carne magra y grasa, junto con ajo, pimienta negra, sal (generalmente sal marina gruesa), salitre, moscovado o azúcar morena y vinagre. Las variantes pueden agregar chile, licor de anís, pimentón y otras especias. Las longganisas se clasifican en dulces (como el hamonado) o saladas (como el rekado o derecado). El recado se refiere, en origen, a una mezcla de especias que se le agrega a la carne. La mayoría de las longganisa se hacen con carne de cerdo. A diferencia del chorizo y la longaniza de España o América Latina, la longganisa filipina también se puede preparar con pollo, ternera o incluso atún. Las variedades comerciales se embuten, pero las longanizas caseras como la longganisang hubad ('salchicha sin piel') pueden no estar embutidas en tripas, por lo que se parece más a una hamburguesa.
Existen numerosos tipos de salchichas en Filipinas, y muchos de ellos solo se encuentran en su región específica. Algunas variantes regionales son vigan longganisa, alaminos longganisa o chorizo de Cebú. También hay algunos embutidos secos como el chorizo de Bilbao y el chorizo de Macao. La variante de longganisa más conocida en la cocina filipina es la Pampanga longganisa, porque se produce comercialmente en masa.
A continuación se muestran algunas de las variantes más conocidas de longganisa en Filipinas (junto con sus regiones de origen, cuando corresponda):
- Alaminos longganisa, longaniza de recado de cerdo de Pangasinán
- Cabanatuan longganisa (o batutay), longganisa de ternera de Nueva Écija
- Calumpit longganisa (o longganisang bawang) de Bulacán
- Chorizo de Bilbao, longaniza seca de cerdo caracterizada por el uso de pimentón
- Chorizo de Cebú (o longganisa de Cebu), longaniza de hamonada de Cebú
- Chorizo de Macao, longaniza seca de cerdo caracterizada por el uso de licor de anís
- Chorizo Negrense (o Bacolod Longganisa), longaniza de cerdo de la isla de Negros
- Guinobatan longganisa, longaniza de recado de cerdo de Guinobatan, Albáy
- Lucban longganisa, longaniza de recado de cerdo de Quezón caracterizada por el uso de orégano
- Pampanga longganisa, longaniza hamonada de cerdo de Pampanga
- Pinuneg, morcilla de cerdo de La Cordillera
- Tuguegarao longganisa (o Longganisang Ybanag), longaniza de recado de cerdo del valle de Cagayán
- Vigan longganisa, longaniza de recado de cerdo de Ilocos